# 해리 포터의 등장인물 목록
이 문서는 해리 포터의 등장 인물 및 생물을 가나다 순으로 정리해 놓은 것이다.

## 호그와트의 설립자

### 고드릭 그리핀도르(Godric Gryffindor)
그리핀도르 기숙사를 설립했다. 용기, 대담성, 기사도 정신이 있는 학생을 받아들이며, 머글들의 영웅이라 불린다. 호그와트 입학생으로 머글 출신을 받아들이는 문제로 살라자르 슬리데린과 갈등을 빚는다. 4명의 마법사가 모두 호그와트에 남지 않아 기숙사 배정을 할 수 없게 되었을 때를 대비해, 쓰고 있던 모자를 벗어 각자의 지식을 조금씩 넣어 그 모자에게 기숙사 배정을 맡겼다. 또한 모자에 용기가 있는 사람만 꺼낼 수 있는 그리핀도르의 칼을 넣었다. 고드릭 골짜기 출신이다.

### 로웨나 래번클로(Rowena Ravenclaw)
래번클로 기숙사를 설립했다. 현명하고 사려 깊으며 지혜와 지식이 있는 학생을 받아들인다. 래번클로의 보관(보석이 박힌 왕관)은 쓰는 사람에게 지혜를 주는 것으로 알려져 있다. 딸 헬레나 래번클로가 있다.

### 살라자르 슬리데린(Salazar Slytherin)
슬리데린 기숙사를 설립했다. 파셀마우스로 파셀통그(뱀의 언어)를 할 수 있다. 호그와트에 순수 혈통만을 입학시켜야 한다고 주장하다 고드릭 그리핀도르와 갈등을 빚어 호그와트를 떠났다. 슬리데린은 떠나기 전 호그와트 어딘가에 비밀의 방을 만들어 놓은 뒤 자신의 진정한 후계자만이 열수있게 해두었다.(비밀의방 참고)

### 헬가 후플푸프(Helga Hufflepuff)
후플푸프 기숙사를 설립했다. 후플푸프 기숙사는 정의롭고 성실하며 진실한 학생을 받아들인다.

## 호그와트 졸업생
해리 포터,
헤르미온느 그레인저,
론 위즐리,
네빌 롱바텀,
루나 러브굿,
지니 위즐리,
초 챙 
외 다수

## 불사조 기사단
불사조 기사단은 알버스 덤블도어가 훗날 볼드모트와 맞서기 위해 만든 군대다. 알려진 불사조 기사단 단원으로는 알버스 덤블도어, 아서, 몰리 위즐리, 제임스, 릴리 포터, 프랭크, 앨리스 롱바텀, 시리우스 블랙, 세베루스 스네이프, 님파도라 통스, 매드아이 무디, 킹슬리 샤클볼트, 먼덩거스 플레쳐, 리무스 루핀, 플뢰르 델라쿠르 등이 있다.

## 죽음을 먹는 자
루시우스 말포이,
벨라트릭스 레스트랭,
나르시사 말포이,
레귤러스 블랙,
바티 크라우치 2세, 캐로 남매 등

## 기타 인물

### 가브리엘 델라쿠르 (Gabrielle Delacour)
플뢰르 델라쿠르의 동생이며, 프랑스의 보바통 마법 아카데미의 학생이었다.

### 겔러트 그린델왈드(Gellert Grindelwald)
머글에 대한 마법사의 우월주의를 주장한 어둠의 마법사이며 1945년에 알버스 덤블도어에 의해 자신이 만들었던 감옥 누멘가드에 약 53년 동안 수감되었다. 후에 잘못을 뉘우치고 볼드모트에게 딱총나무 지팡이의 위치를 끝까지 알려주지 않으려고 하다 분노한 볼드모트의 살인 저주 아바다 케다브라를 맞고 사망했다.

### 게릭 올리밴더(Garrick Olivender)
영국 최고의 지팡이 제작자이다. 다이애건 앨리에서 올리밴더스를 운영한다.

### 그레고로비치(Gregorovitch)
불가리아의 지팡이 제작자이며, 딱총나무 지팡이를 추적하던 볼드모트에 의해 죽었다.

### 나르시사 말포이(Narcissa Malfoy)
순수 혈통이며, 결혼하기 전의 성은 블랙이다. 드레이코 말포이의 어머니자 루시우스 말포이의 부인이며 안드로메다 통스와 벨라트릭스 레스트랭의 동생이다.

### 니콜라스 플라멜(Nicholas Flamel)
피레넬 플라멜의 남편이며, 저명한 연금술사이다. 아내와 함께 데본에서 조용한 삶을 살고 있으며, 알버스 덤블도어와 함께 연금술을 연구했다. 마법사의 돌이 없어지고 665번 생일을 맞이한 뒤 죽었다고 알려졌다. 그리고 신비한 동물사전에서 지팡이로 그린델왈드를 막았다.

### 더들리 더즐리(Dudley Dursley)
버논 더즐리와 피튜니아 더즐리의 아들이자 해리 포터의 사촌이다. 해리를 많이 괴롭힌다.

### 데모클리스 벨비
마커스 벨비의 삼촌이며 울프스베인 마법약을 발명했다.

### 델피니 리들 (Delpiny riddle)
벨라트릭스 레스트랭과 볼드모트 사이의 딸이다. 해리 포터와 저주받은 아이에 등장한다.

### 딜리스 덜웬트
세인트 멍고 병원 치료사를 19년(1722-1741) 지냈고, 호그와트 교장을 27년(1741-1768) 지낸 인물이다. 세인트 멍고 병원 벽에 초상화가 붙어 있다.

### 리타 스키터(Rita Skeeter)
예언자 일보의 기자이며 속기 깃펜을 이용해 거짓 기사를 써서 낸다. 해리 포터와 불의 잔에서 헤르미온느 그레인저에게 잡혀 유리병 속에 갇혀있었던 적이 있다. 미등록 애니마구스이고 딱정벌레이다. 이는 남의 이야기를 몰래 들을 때 사용한다.

### 마볼로 곤트(Marvolo Gaunt)
오래된 마법사 집안인 곤트 집안의 마지막 후손 중 하나이며, 파셀마우스다. 딸 메로페가 떠난 것에 충격을 받아 얼마 살지 못하고 죽는다. 메로페는 훗날 볼드모트 경이 될 아이를 낳고 죽게 된다.

### 마지 더즐리(Marjorie Dursley)
버넌 더즐리의 여동생으로 그와 굉장히 비슷하게 생겼다. 해리 포터와 아즈카반의 죄수에서 등장했다. 

### 메로페 곤트(Merope Gaunt)
마볼로 곤트의 딸이자 모핀 곤트의 동생이며 볼드모트의 어머니다. 스큅으로 오해받았으나 마볼로 곤트와 모핀 곤트가 아즈카반에 수감된 동안 마법을 제대로 쓸 수 있게 되었다.사랑의 묘약을 써 머글인 톰 리들(Thomas Riddle)과 결혼한다. 얼마 뒤 톰이 자신을 떠나자 뱃속에 있는 아기를 고아원에서 낳고 몇 시간뒤 죽게된다.

### 모핀 곤트(Morfin Gaunt)
마볼로의 아들이며 파셀마우스이다.

### 바틸다 백숏(Bathilda Bagshot)
저명한 마법 역사학자이며, 호그와트의 교재인 마법의 역사를 썼다. 덤블도어 가문의 오랜 친구이다.

### 뮤리엘 위즐리(Muriel Weasley)
몰리 위즐리의 이모이자 위즐리 형제의 할머니이다.

### 버넌 더즐리(Vernon Dursley)
피튜니아 더즐리의 남편이자 더들리 더즐리의 아버지이며 해리 포터의 이모부이다. 또한, 마법을 매우 싫어하며, 이기적이다.

### 보긴(Borgin)
보긴 앤 버크 가게의 주인이다.

### 빅토르 크룸(Victor Krum)
불가리아 덤스트랭 학교의 학생이며, 불가리아 퀴디치 대표팀의 수색꾼이다.

### 스탠 션파이크(Stanley Shunpike)
나이트 버스의 차장이다. 나중에는 '죽음을 먹는 자'로 오해받는다(임페리우스 저주에 걸려 있었다.)

### 아리아나 덤블도어(Ariana Dumbledore)
켄드라 덤블도어, 퍼시벌 덤블도어의 딸이며 알버스 덤블도어, 애버포스 덤블도어의 여동생이다. 자신의 마법의 힘을 통제하지 못하고 어린 나이에 죽었다.

### 아폴린 델라쿠르(Apolline Delacour)
델라쿠르의 아내이자 플뢰르 델라쿠르, 가브리엘 델라쿠르의 어머니이다.

### 안드로메다 통스(Andromeda Tonks)
순수 혈통이며, 결혼하기 전의 성은 블랙(Black)이었다. 머글 태생인 남자와 결혼하여 블랙 가문 가계도에서 지워졌다.
님파도라 통스의 어머니이다.

### 알파드 블랙(Alphard Black)
순수 혈통이며, 블랙 가문이다. 시리우스가 가출한 후 많은 양의 금화를 남겨주어서 블랙 가문 가계도에서 지워졌다.

### 어거스투스 파이
아서 위즐리의 병실(세인트 멍고 병원)(다이 르웰린)의 견습 치료사이며 아서 위즐리의 상처에 머글 치료법(상처를 꿰멨다)을 썼다가 상처를 더 심하게 만들었다.

### 어쿠하트 랙해로우
탈장 저주 고안자

### 올랭프 막심(Olympe Maxime)
프랑스 보바통 마법 아카데미의 교장이다.
해그리드가 좋아한다

### 윌리 위더쉰드
머글 화장실을 폭발시켜 잡혔다. 또 머글에게 깨무는 손잡이를 팔아서 다시 잡힌 사람이다.

### 이고르 카르카로프(Igor Karkaroff)
죽음을 먹는 자 중 하나였으며, 죽음을 먹는 자들에 의해 살해당한다.덤스트랭의 교장이었다

### 제노필리우스 러브굿(Xenophilius Lovegood)
루나 러브굿의 아버지이며, 이러쿵저러쿵 잡지의 편집장이다.

### 카락타쿠스 버크(Caractacus Burke)
보긴 앤 버크 가게의 주인이다.

### 켄드라 덤블도어(Kendra Dumbledore)
머글 태생이며, 이웃과의 교류가 거의 없었다. 죽기 전까지 교류하던 이웃은 바틸다 백셧뿐이다. 아리아나가 마법의 힘을 통제하지 못해 죽었다.

### 에드워드 통스(Edward Tonks)
더크 크레스웰, 딘 토마스, 그립훅, 고르눅 등과 함께 도망치다 더크 크레스웰, 고르눅과 함께 죽었다. 안드로메다 통스의 남편이다. 애칭은 테드(Ted).

### 톰 리들 1세(Tom Riddle Senior)
메로페 곤트의 남편이자 볼드모트의 아버지이다. 볼드모트에게 살해당했다.

### 피튜니아 더즐리(Petunia Dursley)
해리 포터의 이모이며 릴리 포터의 언니이다.

### 플로린 포테스큐(Florean Fortescue)
다이애건 앨리에서 아이스크림 가게를 운영하던 인물로 호그와트 교장인 덱스터 포테스큐의 후손이다.

### 히포크라테스 스메스윅
아서 위즐리의 병실(다이 르웰린)의 담당 치료사이다. 아서 위즐리의 상처를 치료했다.

## 호그와트 유령

### 커스버트 빈스(Cuthbert Binns)
호그와트의 유일한 유령 교수로, 마법의 역사 교수이다. 듣는 사람을 졸리게 만드는 지루한 강의 때문에 인기가 없다. 역사 수업이 유일하게 흥미진진할 때는 빈스 교수가 벽이나 칠판을 통과해 나타날 때뿐이다. 나이가 많아 얼굴이 쭈글쭈글하긴 하지만, 많은 사람들은 그가 죽었다는 걸 전혀 눈치채지 못했다. 빈스는 교무실 난로 앞에서 안락의자에 앉은 채로 죽음을 맞았었는데, 그 다음날 아침에 시신은 그대로 남겨둔 채 수업하러 올라갔었다. 1992년에 그리핀도르 학생들에게 비밀의 방과 살라자르 슬리데린에 관한 이야기를 해줬다.

### 울보 머틀(Moaning Myrtle)
호그와트의 유령이다. 본명은 머틀 엘리자베스 워런(Myrtle Elizabeth Warren). 굉장히 예민한 성격이며 자신을 놀리는 말을 들으면 마구 악을 쓴다. 죽기 전엔 래번클로로 추정된다. 올리브 혼비(Olive Hornby)가 자신의 안경을 놀려서 화장실로 들어가 문을 잠그고 울고 있었는데, 누군가가 들어오는 소리가 들리더니 남자아이(톰 마볼로 리들)가 자신이 알아들을 수 없는 언어(파셀통그)로 애기하고 있어서 남자 화장실을 사용하라고 말하려고 문을 여는 순간 바실리스크의 눈을 직접 보아 죽었다. 그 후로 유령이 되어 자신이 죽은 여자 화장실에서 계속 산다. 1993년 해리포터가 비밀의 방으로 들어가려 할 때 자신이 죽었을 때의 이야기를 해준다. 이후 1995년에 해리포터가 트리위저드 시합에서 사용하는 황금알의 실마리를 풀려고 반장들의 특별 욕실에 몰래 들어왔을 때 재회한다. 20주년 개정판에서 울보 머틀로 수정되었다.

### 목이 달랑달랑한 닉(Nearly Headless Nick)
그리핀도르 기숙사의 유령으로 진짜 이름은 니콜라스 드 밈시 포르핑턴(Nicholas de Mimsy-Porpington)이다. 목이 완전히 잘리지 않아 목이 덜렁덜렁거린다. 때문에 목 없는 유령들과 친구가 될 수 없어 서운해한다. 왕실의 마법사였다가 마녀 사냥 때 1492년 10월 31일에 죽었다. 1992년에 사망 500주년 파티를 열었다. 1992년에 바실리스크와 눈을 마주치고 몸이 마비되어 버린 적이 있다.(원래 바실리스크와 눈을 마주치면 죽지만, 이미 죽었기 때문에 마비되었다 )

### 헬레나 래번클로(Helena Ravenclaw)
래번클로 기숙사의 유령이다. 회색 숙녀라고도 불린다. 살아 있었을 때 지혜롭기로 소문난 어머니 로위너 래번클로(Rowena Ravenclaw)처럼 되고 싶어하여 결국 지혜를 준다는 래번클로의 보관(보석이 박힌 왕관)을 훔쳐 알바니아로 도망갔었다. 죽기 전에 마지막으로 딸을 보고 싶어 한 어머니가 보낸, 자신의 옛 연인 바론(피투성이 남작)에게 살해당했다. 볼드모트에게 래번클로의 보관의 위치를 알려주었고 볼드모트는 이것을 자신의 호크룩스로 만들었는데 1998년 호그와트 전투 때 필요의 방에서 빈센트 크레이브(Vincent Crabbe)가 만든 악마의 화염에 의해 파괴됐다.

### 뚱뚱한 프라이어(Fat Frior)
후플푸프 기숙사의 유령이다. 뚱뚱하고 쾌활하다. 사실 '뚱뚱한 프라이어'라고 번역된 것은 오역으로, 원래는 뚱뚱한 수도사다. 다른 유령들과는 다르게 피브스에 대해서 옹호적이다.

### 피투성이 바론(Bloody Baron)
슬리데린 기숙사의 유령이다. 유일하게 소리의 요정 피브스(Peeves)를 통제할 수 있다. 항상 침울한 표정을 하고 다닌다. 살아 있었을 때 헬레나 래번클로(Helena Ravenclaw)에게 열렬히 구애했으나 곧 차였었다. 로웨나 래번클로의 명령으로, 로웨나 래번클로의 보관을 훔쳐 알바니아로 도망간 헬레나 래번클로를 찾아 같이 돌아가려 했으나 헬레나 래번클로가 돌아가기를 거부하여 이성을 잃어 살해했다. 곧 후회하고 헬레나 래번클로를 찌른 칼로 자살했다. 헬레나 레번클로에 대한 사죄의 표시로 쇠사슬을 감고 다닌다. '피투성이 바론'이라는 번역 또한 오역이며, 원래는 피투성이 남작이다.

## 같이 보기
- 해리 포터의 마법 생물 목록
- 덤블도어의 군대
- 죽음을 먹는 자
- 불사조 기사단
- 마법부